# Miroslav Cikán
Miroslav Cikán (11. února 1896, Praha – 1. února 1962, tamtéž) byl český filmový režisér.

## Život
Ve svém životě vykonával celou řadu dělnických profesí, pracoval též ve filmových laboratořích, ve studiích, v půjčovně filmů. Nakonec se však stal i jejich ředitelem. Svůj první film natočil až v roce 1933 (Dům na předměstí). Spolupracoval s řadou tehdy oblíbených komiků, např. s Janem Werichem, Vlastou Burianem či Jindřichem Plachtou. Točil jak komerční, banální filmy, tak i umělecky náročné (Batalión). Za války točil pod jménem Friedrich Zittau i německé snímky. Po válce se věnoval tvorbě okupačních filmů, vysoce je ceněna jeho filmová verze románu O ševci Matoušovi.

## Citát
| „                 | Byl to tedy režisér Miroslav Cikán, který mi filmem Karel a já otevřel za války cestu k rolím, jež jsem až do té chvíle neznal a po nichž jsem vlastně toužil, abych je aspoň opruboval. Přes všechny slabosti a slabůstky, který Miroslav Cikán měl – a neznám člověka, jenž je nemá –, se i v tomto případě projevil jako velice moudrý a vzdělaný člověk, který si neulehčoval práci tím, že šel po jistotách, ale hledal. Snad proto taky tolikrát nalézal. Pro herce měla tato jeho vlastnost tu vzácnou cenu, že netrval na vyježděných typech jejich rolí a tím jim vlastně nabízel nový prostor pro práci. Není to určitě jenom moje zkušenost. | “ |
| — Jaroslav Marvan | |   |

## Filmografie

### České filmy
- Konec cesty (1959)
- Jurášek (1956)
- Muž v povětří (1956)
- Na konci města (1954)
- Výstraha (1953)
- Boj sa skončí zajtra (1951)
- Pára nad hrncem (1950)
- Případ Z-8 (1948)
- O ševci Matoušovi (1948)
- Alena (1947)
- Hrdinové mlčí (1946)
- Lavina (1946)
- U pěti veverek (1944)
- Paklíč (1944)
- Předtucha (1944) – nedokončen
- Cesta do Vídně (1943) (D)
- Karel a já (1942)
- Dlouhý, Široký a Bystrozraký (1942)
- Z českých mlýnů (1941)
- Provdám svou ženu (1941)
- Pro kamaráda (1941)
- Pelikán má alibi (1940)
- Štěstí pro dva (1940)
- Konečně sami (1940)
- Studujeme za školou (1939)
- Dobře situovaný pán (1939)
- Příklady táhnou (1939)
- Veselá bída (1939)
- Osmnáctiletá (1939)
- Kdybych byl tátou (1939)
- V pokušení (1939)
- Studujeme za školou (1939)
- Vandiny trampoty (1938)
- Svět, kde se žebrá (1938)
- Její pastorkyně (1938)
- Milování zakázáno (1938)
- Poslíček lásky (1937)
- Andula vyhrála (1937)
- Batalion (1937)
- Děvče za výkladem (1937)
- Vzdušné torpédo 48 (1936)
- Lojzička (1936)
- Komediantská princezna (1936)
- Král ulice (1935)
- Barbora řádí (1935)
- Na růžích ustláno (1934)
- U nás v Kocourkově (1934)
- Na Svatém Kopečku (1934)
- Hrdinný kapitán Korkorán (1934)
- Pán na roztrhání (1934)
- Dům na předměstí (1933)
- Záhada modrého pokoje (1933)

### Filmy s německou produkcí
- Glück unterwegs (1944)
- Das schwarze Schaf (1936/1944)

### České filmy natočené i v němčině
- Bei uns in Krähwinkel (U nás v Kocourkově – 1934)
- Tugend und der Teufel (Alena – 1947)
- Fall Z-8 (Případ Z-8 – 1949)
- Dem Morgen entgegen (Boj sa skončí zajtra – 1951)
- Verhängnisvolle Spuren (Na konci města – 1954)
- Am Ende des Weges (Konec cesty – 1959)